# Chaetocladius luteiforceps
Chaetocladius luteiforceps är en tvåvingeart som först beskrevs av Maurice Emile Marie Goetghebuer 1935.  Chaetocladius luteiforceps ingår i släktet Chaetocladius och familjen fjädermyggor.
Artens utbredningsområde är Tyskland. Inga underarter finns listade i Catalogue of Life.